# Bisira
Bisira è un comune (corregimiento) della Repubblica di Panama situato nel distretto di Kankintú, comarca di Ngäbe-Buglé, di cui è capoluogo. Si estende su una superficie di 209,2 km² e conta una popolazione di 3.200 abitanti (censimento 2010).